# Országos Epidemiológiai Központ
Az Országos Epidemiológiai Központ magyar költségvetési szerv volt, amelynek feladata alapító okirata szerint „a fertőző betegségek epidemiológiájával, a járványügyi és klinikai mikrobiológiai vizsgálatokkal, valamint az immunbiológiai készítmények és meghatározott laboratóriumi diagnosztikumok ellenőrzésével” kapcsolatos szakmai irányítás, szervezés, kutatás, képzés és minőség-ellenőrzés. 2017. március 31. napjával jogutódlással – az Állami Egészségügyi Ellátó Központba történő beolvadással – megszűnt.

## Székhelye
Székhelye Budapest, Albert Flórián út 2-6., 1097

## Feladatai
A Központ az egészségügyi intézmények részére bakteriológiai, szerológiai, virológiai, mikológiai, parazitológiai és járványügyi tipizálási vizsgálatokat végzett, diagnosztikai célra táptalajokat, sejtkultúrákat, szintetikus tápfolyadékokat, antigéneket, immunsavókat, baktérium- és típus fág-készítményeket termelt és megkeresésre a költségvetési szervek részére epidemiológiai adatokat szolgáltathatott.

## Története
A népjóléti miniszter alapította az államháztartásról szóló 1992. évi XXXVIII. törvény 88. §-ában foglaltak végrehajtására. Felügyeleti szerve az Egészségügyi Minisztérium volt, közvetlen irányító szerve az Országos Tisztiorvosi Hivatal. Neve 2006-ig „Johan Béla Országos Epidemiológiai Központ” volt.
Az intézmény 2017. március 31. napjával beolvadt az Állami Egészségügyi Ellátó Központba. Az Albert Flórián út elején álló egykori épületében 2018 óta az ÁNTSZ jogutódja, a Nemzeti Népegészségügyi Központ működik.

## Vezetője
- dr. Melles Márta főigazgató főorvos[1]